# The M Machine
The M Machine – grupa muzyczna z San Francisco założona w 2011 roku przez Bena "Swardy" Swardlicka, Erica Luttrella i Andy'ego Coenena. Od lutego 2015 projekt opuścił ten ostatni, przez co The M Machine tworzy aktualnie dwóch DJ-ów i producentów muzycznych.
Grupa zaczęła działalność od zmiany nazwy poprzedniego zespołu o tym samym składzie, Pance Party. Pierwszy sukces związany był z szeroko rozpowszechnianym przez serwisy społecznościowe zwiastunem planowanego albumu Metropolis, który ostatecznie podzielili na 2 EPki. Ich EP składające się z dwóch utworów Promise Me A Rose Garden/Glow zostało wydane w wytwórni Skrillexa OWSLA w 2011 roku. 20 października 2011 roku na antenie radia BBC, dziennikarz Zane Lowe nazwał piosenkę Promise Me A Rose Garden "najgorętszym nagraniem świata".
W kwietniu 2012, grupa wydała Metropolis, Part I, pierwszą część materiału, który początkowo miał wchodzić w skład albumu Metropolis. EPka miała premierę online na witrynie pisma Rolling Stone, osiągając pierwsze miejsce w ogólnej tabeli Beatport. Po wydaniu remiksów dla wielu artystów, grupa wydała 19 lutego 2013 EPkę Metropolis, Part II  (również przez OWSLA), która cieszyła się uznaniem krytyków, również osiągając pierwsze miejsce w ogólnej tabeli Beatport.
Obie EPki Metropolis zostały stworzone przez zainspirowanie się filmem Fritza Langa Metropolis. Opowiadają historię miasta-dystopii Metropolis.  Historia jest dostępna w formie trzech prezentacji przyporządkowanych do albumów Metropolis Part I, Metropolis Part II, Metropolis Remixed w formie książek, w których każdy slajd jest składa się ze strony tekstu, obrazka i załączonego utworu z albumu. Saga The Metropolis została ukończona z wydaniem EPki Metropolis Remixed, retrospekcją poprzednich EP. Zawiera remiksy, w których tworzeniu wzięło udział wielu artystów: Kill The Noise, Digitalism, Robotaki i wielu innych.
Członkowie grupy intensywnie koncertowali. W 2014 roku urządzili 15 koncertów w Ameryce Północnej. Wcześniej grali obok producentów takich jak Porter Robinson, Markus Schulz, Skrillex.
Brali udział w wielu festiwalach, takich jak Ultra Music Festival,  Electric Carnival, South by Southwest,  TomorrowLand

## EPki
| Title              | Szczegóły                                     | Utwory |
| ------------------ | --------------------------------------------- | --- |
| Metropolis Part I  | - Wydano: 24 April 2012 - Wytwórnia: OWSLA    | 1. "Immigrants" 2. "Deep Search" 3. "A King Alone" 4. "Faces" 5. "Black" 6. "Shadow in the Rose Garden" |
| Metropolis Part II | - Wydano: 19 February 2013 - Wytwórnia: OWSLA | 1. "The Palace" (featuring Blake Hazard) 2. "Ghosts in the Machine" (featuring pennybirdrabbit) 3. "Tiny Anthem" 4. "Moon Song" 5. "Schadenfreude" 6. "Luma" |
| Metropolis Remixed | - Wydano: 27 August 2013 - Wytwórnia: OWSLA   | 1. "Moon Song (DigitalismRemix)" 2. "Ghosts in the Machine (Kill the Noise Remix)" 3. "A King Alone (Robotaki Remix)" 4. "Data Palace" 5. "Tiny Anthem (Shinichi Osawa Remix)" 6. "Schadenfreude (Tantrum Desire Remix) 7. "Shadow in the Rose Garden (Matt Lange Remix)" 8. "Faces (Proxy Remix) 9. 'Black (Trifonic Remix) |
| Just Like          | - Wydano: 11 November 2014 - Wytwórnia: OWSLA | 1. "Just Like" 2. "Don't Speak" 3. "Over/Love" 4. "PluckPluck" 5. "So Charge |

## Single
| Rok  | Utwór                             | Wytwórnia                 |
| ---- | --------------------------------- | ------------------------- |
| 2011 | "Trafalgar"                       | Wydano samodzielnie       |
| 2011 | "Promise Me A Rose Garden / Glow" | OWSLA                     |
| 2013 | "Additional Faces"                | OWSLA (Drip.fm Exclusive) |
| 2014 | "Superflat"                       | OWSLA                     |

## Inne
| Rok  | Utwór                                       | Album                               | Wytwórnia |
| ---- | ------------------------------------------- | ----------------------------------- | --------- |
| 2012 | "No Fun Intended"                           | OWSLA Presents: Free Treats Vol. II | OWSLA     |
| 2013 | "Lift" (Digitalism featuring The M Machine) | Lift EP                             | Kitsuné   |

## Remiksy
| Rok  | Utwory                                 | Artyści, których piosenki zostały zremiksowane |
| ---- | -------------------------------------- | ---------------------------------------------- |
| 2011 | "Cal State Anthem"                     | PeaceTreaty feat. Kissed With a Noise          |
| 2012 | "Take A Walk"                          | Passion Pit                                    |
| 2012 | "Lightspeed"                           | Datsik & Kill The Noise                        |
| 2012 | "The City"                             | Madeon                                         |
| 2013 | "Locked Out of Heaven"                 | Bruno Mars                                     |
| 2013 | "Together We Are"                      | Arty                                           |
| 2013 | "Middle Finger Pt. 2"                  | Dog Blood                                      |
| 2013 | "DNA" (The M Machine Remix for Helios) | Empire of the Sun                              |
| 2013 | "DNA" (The M Machine Remix for Apollo) | Empire of the Sun                              |
| 2013 | "Lucid Dreams"                         | Mat Zo                                         |
| 2014 | "Sound of Erasing"                     | Rubblebucket                                   |